# Aechmea veitchii
Espèce
Classification phylogénétique
Synonymes
- Chevaliera veitchii (Baker) E.Morren

Aechmea veitchii est une espèce de plantes à fleurs de la famille des Bromeliaceae présente du Costa Rica au Pérou.

## Synonymes
- Chevaliera veitchii (Baker) E.Morren[1].

## Distribution
L'espèce est présente au Costa Rica, au Panama, en Colombie, en Équateur et au Pérou.

## Description
L'espèce est épiphyte.